# Spoorwegpolitie (België)
De Spoorwegpolitie (SPC) is in België onderdeel van de bestuurlijke politie en valt onder de Federale Politie. De Belgische spoorwegpolitie is verantwoordelijk voor de politiezorg op het spoor en in de treinen. Daarnaast verzorgt de dienst de politietaken op de grote stations.

## Wettelijke basis
De oprichting van een spoorwegpolitie gaat terug tot de tijd van de ingebruikname van de eerste spoorwegen.
De lijn Brussel – Mechelen werd op 5 mei 1835 ingehuldigd. Diezelfde dag bepaalde een eerste Koninklijk Besluit dat elke beschadiging van de weg, elke hinder aan het verkeer, elke inneming op de weg of op de spoorweggronden zal worden beteugeld ter benaarstiging dat wil zeggen ten verzoeke van de overwegwachters, ingenieur of voerders .
Op 16 januari 1836 bepaalde een tweede Koninklijk Besluit betreffende het oversteken van wegen en kanalen die door de spoorweg worden gekruist dat het oversteken van wegen, bij het aankomen der convooien gesleept door een machine, slechts na hun doortocht mag geschieden  en voegde eraan toe dat de inbreuken vastgesteld worden door processen-verbaal der agenten van het spoorwegbeheer. 
De wet van 31 maart 1838 over de tolgelden en de politie stond de regering toe de ambtenaren aan te duiden van de administratie van de spoorwegen aan wie ze functies van gerechtelijke politie kon verlenen. Die wet - die slechts voor één jaar geldig was - werd jaarlijks verlengd tot 1843.
De resultaten van de ervaring, waarop men wilde wachten, werden voldoende geacht en de bepalingen van de wet van 1838 werden vervangen door de wet van 15 april 1843 over de politie der spoorwegen. 
Die wet bevatte twee hoofdstukken: het eerste had betrekking op erfdienstbaarheden van bouwsels, kunstwerken en boomplanting langs de spoorweg en het tweede op de officieren en de agenten van de spoorwegpolitie.
Die wet werd vervangen door de wet van 25 juli 1891.
Het bestaan van een speciale politie van de spoorwegen werd om drie redenen gerechtvaardigd:
- Noodzaak om over ambtenaren te beschikken die bevoegd zijn in alle domeinen van de spoorwegen zonder dat ze zich moeten houden aan de territoriale beperkingen die van toepassing zijn op andere officieren van gerechtelijke politie;
- Noodzaak om over ambtenaren te beschikken die in de spoorweggebouwen werkzaam zijn en die hun functie in de bijgebouwen van de spoorwegen en aanpalende ruimten gemakkelijker kunnen vervullen;
- Noodzaak om over ambtenaren te beschikken die door hun administratieve bevoegdheden gespecialiseerd zijn in materies die kenmerkend zijn voor de exploitatie van de spoorwegen.

De wet van 1891 bleef van toepassing tot 3 mei 1999, de datum waarop haar titel II, betreffende de officieren en agenten van de spoorwegpolitie werd gewijzigd naar aanleiding van de integratie van het politiepersoneel NMBS in de Rijkswacht. Sinds de politiehervorming van 2001 is de Spoorwegpolitie onderdeel van de federale politie.

### Organisatie
De gerechtelijke politie van de spoorwegen bestond uit een hoofdinspecteur/hoofdinspecteurs van politie, inspecteurs van politie en wegenwachters. De functie van hoofdinspecteur werd toegekend aan een juridisch adviseur van de algemene directie van de NMBS, die van inspecteur aan een aantal leidend ambtenaren van de NMBS (ingenieurs, stationschefs,) die ze naast hun hoofdbezigheid uitoefenden. Die functie werd eveneens toegekend aan voltijds politiepersoneel (politieofficieren, ondertoezichtscommissarissen, politiechefs). De gerechtelijke functie van wegenwachter kon worden toegekend aan de ambtenaren van de spoorwegen die met name de kwalificaties van treinwachter, onderstationschef, enz. hadden.

### Bevoegdheden
De hoofdinspecteur en de inspecteurs waren officieren van gerechtelijke politie hulpofficieren van de Procureur des Konings met beperkte territoriale bevoegdheid: In de geheele uitgestrektheid der spoorwegen, der statiën en hunner aanhoorigheden binnen eene ruimte van 500 meters aan weerszijden  (Wet 1891 art. 15)
De  wegenwachters waren geen OGP. Ze waren belast met het opsporen en de vaststelling van alle misdrijven en alle overtredingen betreffende het wegennet en alle inbreuken op de wetten en voorschriften betreffende de spoorwegen, het gebruik ervan en de politie. 

### De politiedienst NMBS
Vanaf 1843 waren sommige ambtenaren van de NMBS, die de hoedanigheid van inspecteur van politie hadden, belast met voltijdse politieopdrachten. Het ging om politieofficieren. Ze stonden onder het gezag van de stationschef.
In het begin van de jaren 70 besliste de NMBS dat kader aan te vullen en het meer zelfstandigheid alsook een eigen functionele hiërarchie te geven en vooral ook een gepaste beroepsopleiding in opleidingscentra van de gemeentepolitie voor het basiskader en in de school voor criminologie en wetenschappelijke politie voor de onderofficieren.
Op het niveau van elke groep NMBS werd een functie van politiechef gecreëerd en het personeel werd direct onder zijn leiding geplaatst. Deze politiechef voerde zijn taken uit onder het toezicht van de hoofdinspecteur “Netwerk” van de groep. Hij werd door één of meer ondertoezichtcommissarissen bijgestaan.
Een centrale instelling bij het departement netwerk was belast met de organisatie, de coördinatie en de opleiding zonder afbreuk te doen aan de bevoegdheden toegekend aan de hoofdinspecteur van politie.
De wet van 5 augustus 1992 op het politieambt officialiseerde dit korps als bijzondere politiedienst en integreerde het in de politie. Diezelfde wet kende de hoedanigheid van officier van bestuurlijke politie toe aan de politiechefs en ondertoezichtcommissarissen.